# Síndrome d'esgotament professional

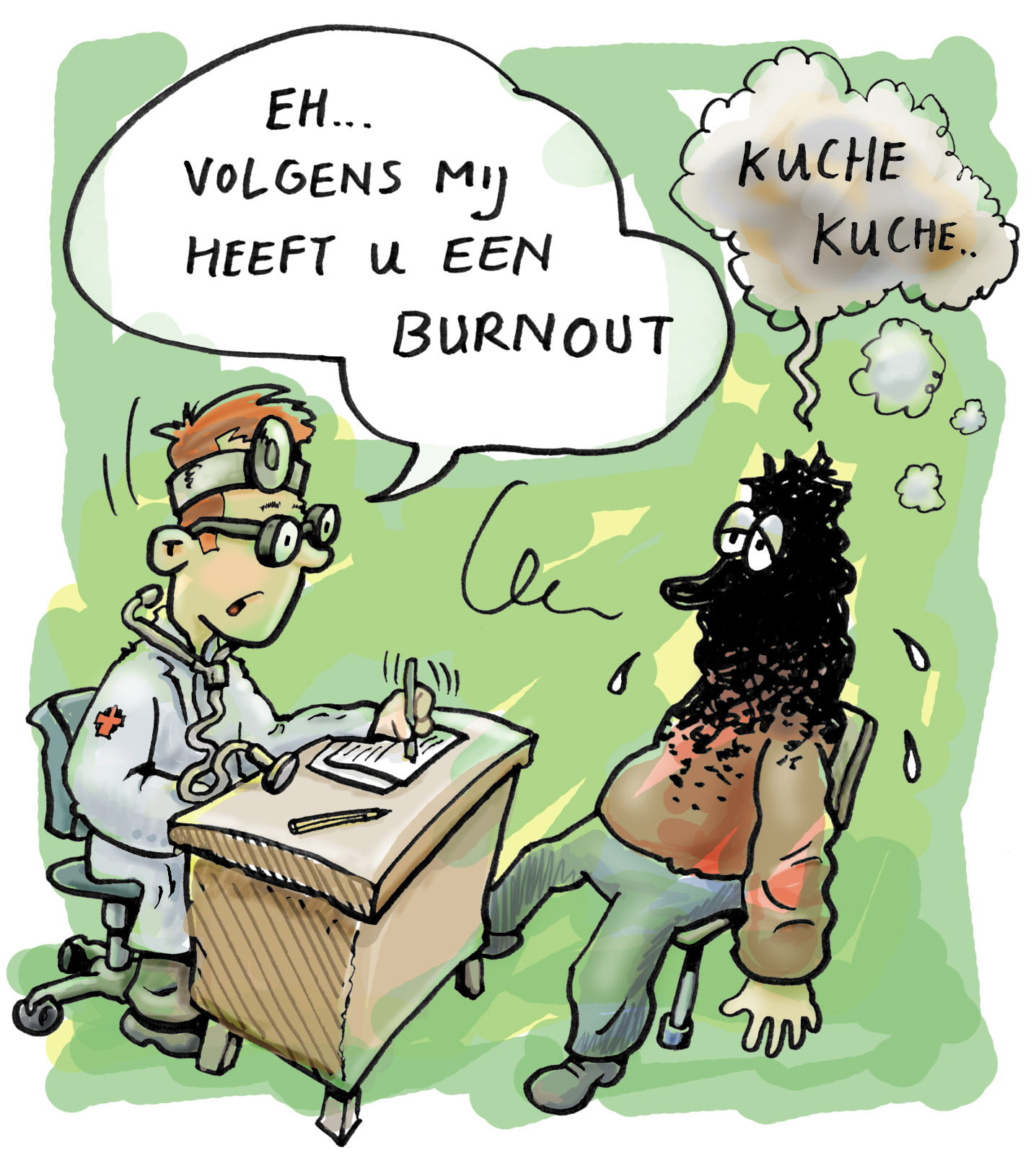
Caricatura de la consulta d'un pacient a un doctor sobre un burnout:
(Doctor) Eh.. Crec que vostè té un burnout. (Pacient) *Tos seca*.

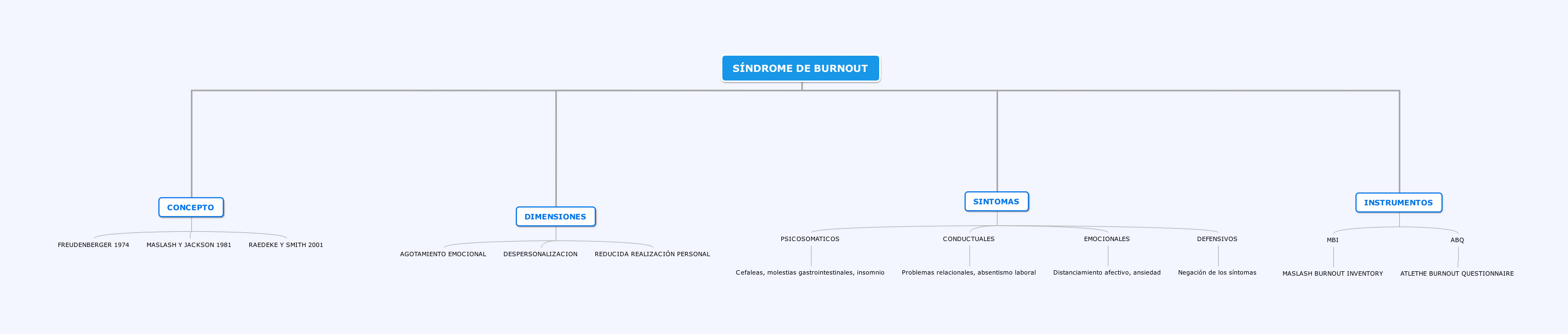

La síndrome d'esgotament professional, també anomenada síndrome de burnout, és un patiment que a grans trets consistiria en la presència d'una resposta perllongada d'estrès en l'organisme davant els factors estressants emocionals i interpersonals que es presenten a la feina, que inclou fatiga crònica, ineficàcia i negació del que ha passat.
La Síndrome de Burnout no es troba reconegut en el DSM 2 tot i que sí que és esmentat breument en la Classificació internacional de malalties sota el codi Z 73.0, 3 però dins de l'apartat associat a "problemes relacionats amb el maneig de les dificultats de la vida". Cal indicar, això sí, que en alguns països europeus als pacients amb Burnout se'ls diagnostica amb la síndrome de Neurastènia (ICD-10, codi F 48.0) sempre que els seus símptomes estiguin associats al treball, en concordança amb la lògica de plantejaments presents en algunes investigacions, que la vinculen amb la Síndrome de Burnout, considerant, per tant, com una forma de malaltia mental.

## Sinonímia
La síndrome de Burnout també és anomenada síndrome de desgast professional, síndrome de desgast ocupacional (SDO), síndrome del treballador desgastat, síndrome del treballador consumit, síndrome de cremar-se pel treball, síndrome del cap cremada, en francès conegut com a surmenage (estrès), és, però, un constructe del qual es poden desprendre una infinitat de definicions pel que és possible indicar la inexistència d'una única conceptualització i que han incidit també en l'aparició de diferents models explicatius.

## Origen conceptual de la Síndrome de Burnout
Aquesta síndrome va ser descrita per primera vegada en 1969 per HB Bradley com metàfora d'un fenomen psicosocial present en oficials de policia de llibertat condicional, utilitzant el terme "staff burnout". Posteriorment serà desenvolupat in extenso en 1974 pel psicòleg nord-americà Herbert Freudenberger a través d'un estudi de camp al personal sanitari, en particular. Aquest autor va utilitzar aquest terme (presumiblement basat en la novel·la de Graham Greene titulada A Burnt-Out Case de 1960, on es descriu el protagonista com un subjecte que pateix de burnout, encara que prenent com a referent el treball de Bradley) per descriure aquells estats físics i psicològics que tant ell com altres col·legues patien en treballar amb una gran quantitat de joves drogoaddictes, acotant que aquesta síndrome involucraria:«(...) Deteriorament i cansament excessiu progressiu unit a una reducció dràstica d'energia (...) acompanyat sovint d'una pèrdua de motivació (...) que al llarg del temps afecta les actituds, les maneres i el comportament general».
Freudenberger (1998, p. 5.16). L'any 1980 en tant, Freudenberger publica el seu llibre titulat Burn Out: The High Cost of High Achievement. What it is and how to survive it, text que s'ha transformat en un referent primordial per l'abordatge primigeni de la Síndrome de Burnout. D'altra banda, l'any 1976 la psicòloga social Christina Maslach el presenta davant un congrés de l'Associació Nord-americana de Psicologia definint com una síndrome tridimensional que considerava com dimensions d'anàlisi als següents constructes: esgotament emocional, despersonalització i baixa realització personal, i que passaria entre subjectes que treballen en contacte directe amb clients o pacients.

## Població de risc
En general els més vulnerables a patir la síndrome són aquells professionals en què s'observa l'existència d'interaccions humanes treballador-client de caràcter intens i/o durador, sense considerar per cert, a un client en particular sinó més aviat, a un o diversos. Aquests professionals poden ser caracteritzats com d'acompliment satisfactori, compromesos amb el seu treball i amb altes expectatives respecte a les metes que es proposen, en què el burnout es desenvolupa com a resposta a l'estrès constant i sobrecàrrega laboral.
La síndrome de burnout és molt freqüent en personal sanitari (nutricionistes, metges, infermers, psicòlegs, psiquiatres, terapeutes ocupacionals, treballadors socials, terapeutes familiars i consellers matrimonials, així com personal administratiu) i docent no escapant per cert altres professionals com esportistes d'elit, teleoperadors (operadors de Centres de trucades), enginyers, personal de les forces armades, i en general, en diverses professions de les que actualment, s'observa un creixent interès per analitzar. Respecte al gènere, diverses investigacions apunten que les dones són les que presenten major prevalença que els homes.

## Símptomes
El més important és un fort sentiment d'impotència, ja que des del moment de llevar-se ja se sent cansat. El treball no té fi i, tot i que es fa tot el possible per complir amb els compromisos, el treball mai s'acaba. La persona que ho pateix es torna anhedónica, és a dir, que el que anteriorment era motiu d'alegria ara no ho és. En altres paraules, perd la capacitat de gaudir. Tot i que es té temps, se sent sempre estressat. A diferència del que passava al principi, el treball ja no produeix incentius per a la persona afectada amb burnout. Vist per altres persones, aparenta sensibilitat, depressió i insatisfacció.
Als propis símptomes de l'estrès a nivell corporal es sumen múltiples molèsties: insomni, mal de cap, marejos, dolors musculars, trastorns digestius, infeccions, taques o afeccions a la pell, trastorns respiratoris i circulatoris o digestius (variacions en el pes).
El burnout sol definir-se a través de tres dimensions: Esgotament (exhaustion, en anglès) és la sensació de ja no ser capaç d'oferir més de si mateix (a) a nivell emocional;
Suspicàcia/escepticisme (cynicism, en anglès) és una actitud distant cap a la feina, cap a les persones a les que s'està oferint el servei i també cap als companys de treball; 26
Ineficàcia (inefficacy, en anglès) és la sensació que no s'estan duent a terme degudament les tasques i que s'és incompetent a la feina.

## Causes
La síndrome burnout sol ser degut a múltiples causes, i s'origina principalment en les professions d'alt contacte amb persones, amb horaris de treball excessius. S'ha trobat en múltiples investigacions que la síndrome ataca especialment quan el treball supera les vuit hores diàries, quan no s'ha canviat d'ambient laboral en llargs períodes i quan la remuneració econòmica és inadequada. El desgast ocupacional també passa per les inconformitats amb els companys i superiors quan el tracten de manera incorrecta, això depèn de tenir un pèssim clima laboral on es troben àrees de treball on les condicions de treball són inhumanes.

## Prevalença del Burnout
Un dels instruments més utilitzats per mesurar el burnout és el denominat Maslach Burnout Inventory (MBI) creat per Christina Maslach i Susan Jackson, que utilitza un enfocament tridimensional per avaluar utilitzant els següents components: Realització personal en el treball, Cansament Emocional i Despersonalització. En funció d'aquest instrument, les autores van estimar un conjunt de puntuacions comparatius del MBI per a diversos camps de treball, es pot indicar que el grau de burnout en cada un d'ells seria:
| Indústria                         | Realització personal al treball | Cansament emocional | Despersonalització |
| --------------------------------- | ------------------------------- | ------------------- | ------------------ |
| Mitjana general de sis indústries | Moderat                         | Moderat             | Moderat            |
| Hospitalari                       | Moderat                         | Moderat             | Moderat            |
| Educación                         | Alt                             | Moderat             | Alt                |
| Altres educació                   | Moderat                         | baix                | baix               |
| Serveis socials                   | Alt                             | Moderat             | Moderat            |
| Medicina                          | Moderat                         | Moderat             | Moderat            |
| Salud mental                      | Alt                             | baix                | baix               |
| Altres                            | Moderat                         | Moderat             | Moderat            |

Respecte a la prevalença d'aquesta Síndrome, la informació disponible és fragmentada, no havent encara algun estudi epidemiològic que permeti visualitzar el percentatge de població real que la pateix, encara que existeixen investigacions que s'han abocat a realitzar esforços entorn de determinar la prevalença en diversos camps.
En aquest context, en una investigació realitzada a una mostra d'11.530 professionals de la salut residents a Espanya i Amèrica Llatina, es va poder constatar que la prevalença de Burnout en aquest tipus de professionals va ser: 14,9% a Espanya, 14,4% a l'Argentina, 7,9% a l'Uruguai, 4,2% a Mèxic, 4% a l'Equador, 4,3% el Perú, 5,9% a Colòmbia, 4,5% a Guatemala i 2,5% a El Salvador.
D'altra banda, respecte a la prevalença existent en docents llatinoamericans, s'aprecien diverses investigacions tendents a determinar-la, es pot indicar que per al cas de Mèxic arribaria al 35,5% (en una mostra de 698 docents de 51 escoles), 29 per Xile un 27,4% i amb proclivitat un 47,2% (en una mostra de 479 professors d'educació preescolar, bàsica o primària i mitjana o secundària) i per Perú un 40% (en una mostra de 616 docents d'educació primària i secundària).

## Taxonomia de models explicatius del burnout
Hi ha diversos models explicatius d'aquesta síndrome, i encara que els primers van provenir des de la teoria psicoanalítica, es pot indicar que els principals models explicatius del Burnout es troben a la Psicologia Social,podent almenys esmentar els següents:
- Model Ecològic de Desenvolupament Humà: Desenvolupat per Carroll i White (1982), es basa en el conjunt d'interrelacions que ha de dur a terme el subjecte en els diferents ambients on participa, i en els que ha d'assumir diverses normes i exigències moltes vegades contradictòries, transformant-se en fonts d'estrès.[30]
- Model de descompensació valoració-tasca-demanda: En aquest model, el burnout es conceptualitza com un element que operacionalizaria l'estrès docent, denominant com sentiments d'efecte negatiu. Va ser desenvolupat per Kyriacou i Sutcliffe (1978)[31] com un model de burnout aplicat al món del professorat que posteriorment va ser ampliat per Rudow (1999) i lleument modificat per Worral i May (1989).[32]
- Model sociològic: Aquest model considera que el burnout es presenta a conseqüència de les noves polítiques macroeconòmiques i va ser suggerit per Farber (1991) i finalment desenvolupat per Woods (1999). Per aquest model la globalització explica principalment l'epidèmia de burnout.
- Model opressió-demografia: Proposat per Maslach i Jakson (1981), veu l'ésser humà com una màquina que es desgasta per determinades característiques que la tornen vulnerable (els anys, pertànyer al gènere femení, estar solter o divorciat, etc), combinat amb la pressió laboral i la valoració negativa de si mateix i dels altres. S'ha criticat per ser un model mecanicista.
- Model de Competència Social: És un dels models més representatius construïts en el marc de la teoria sociocognitiva del jo, i va ser proposat per Harrison (1983).[33]
- Model demografia-personalitat-desil·lusió: aquest model considera que el burnout requereix dos elements fonamentals per a la seva formació, a saber: (a) un estrès que pressiona a l'organisme durant molt de temps i que es combina amb diverses falles en la personalitat i diversos factors de risc, i (b) la desil·lusió creixent que té sobre la professió exercida, provinent principalment de la manca de compromís, poca satisfacció laboral i pèrdua vocacional. En aquest context, l'estrès crònic no seria una variable explicativa significativa per se del burnout, sinó que hagi de ser combinada amb el desencant que pateix el subjecte sobre les tasques realitzades. 34 Aquest model encara no està validat empíricament.[28]

## Recursos externs
- Diccionari de serveis socials
- Enciclopèdia.cat
- És a dir Arxivat 2017-02-02 a Wayback Machine.
- Escola d'Administració Pública de Catalunya
- Esgotament professional: dossier temàtic DIXIT
- Instituto Nacional de Seguridad e Higiene en el Trabajo
- TERMCAT